# Luísa de Saboia, Duquesa de Némours
Luísa de Saboia (em francês:  Louise de Savoie; Pont-d'Ain, 11 de setembro de 1476 — Grez-sur-Loing, 22 de setembro de 1531) foi duquesa de Angoulême e a mãe de Francisco I de França.

## Primeiros anos
Luísa nasceu em 11 de setembro de 1476. Seu pai era Filipe, Conde de Bresse, que era irmão mais novo do Duque de Saboia. Sua mãe era Margarida de Bourbon. Ela cresceu na casa da família no Castelo de Pont d'Ain, a poucos quilômetros de Bourg-en-Bresse e foi descrita como animada, excepcionalmente alta, com cabelos castanhos claros, olhos azuis cinzentos e uma tez rosada. O conde ficou longe de casa por longos períodos de tempo e a mãe de Luísa morreu de tuberculose quando Luísa tinha sete anos e o seu irmão Felisberto tinha quatro. Seu pai percebeu que o Castelo de Pont d'Ain não era lugar para crianças pequenas e enviou-os para serem educados e criados por Ana de Beaujeu, a filha formidável do rei Luís XI. Ana teve uma carreira de sucesso como regente de seu irmão mais novo, o rei Carlos VIII, quando Luís XI morreu em agosto de 1483.

### Educação
Enquanto estava aos cuidados de Ana, Luísa nunca foi mais do que um parente pobre. Uma soma de oitenta livres foi alocada da tesouraria para vestir Luísa. Ela recebeu uma educação elementar no Castelo de Amboise com Margarida da Áustria, a noiva de Carlos VIII e outras meninas da casa. Luísa era uma leitora ávida e aprendeu as habilidades essenciais necessárias para as senhoras de alto grau, tais como o comportamento e modos femininos, vestimenta e decoro, como administrar uma casa ou mesmo uma propriedade, hierarquia e parentesco, como tocar alaúde e bordado e moralidade cristã. Luísa também aprendeu muitas lições políticas com Ana de Beaujeu, a governante virtual da França.
Tudo isso foi para preparar Luísa e as outras meninas para casar-se bem, o que Ana de Beaujeu fez quando conseguiu que Luísa se casasse aos onze anos de idade. Seu marido escolhido foi Carlos d'Orléans, Conde de Angoulême e governador de Guyenne. Carlos era o bisneto do rei Carlos V, portanto era um Príncipe do Sangue e estava na linhagem para herdar o trono se o Rei da França morresse sem herdeiros masculinos.

## Casamento

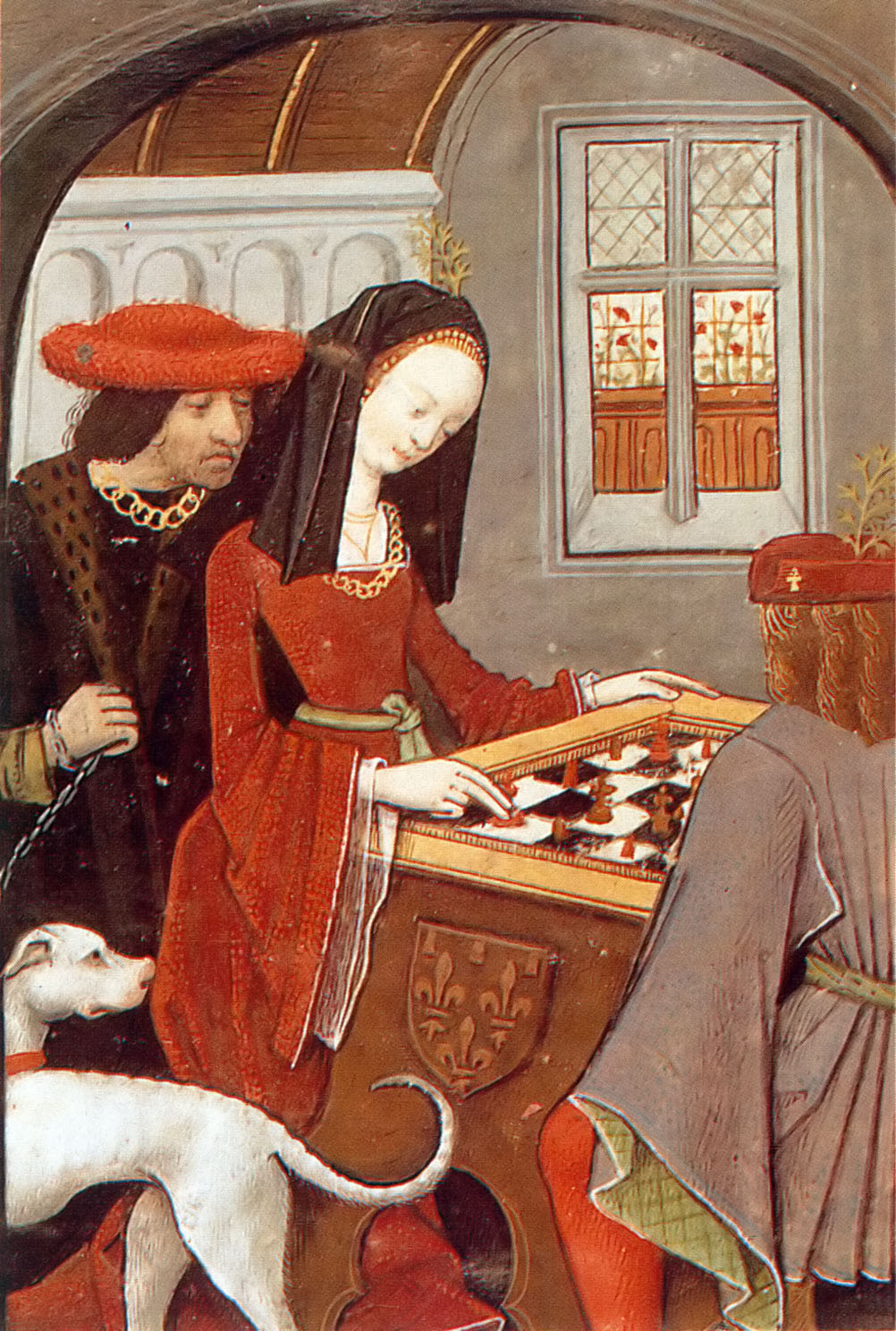
Representação de Carlos de Angoulême e Luísa jogando xadrez a partir de uma ilustração no manuscrito "Le livre des échecs amoureux moralisés".

O pai de Luísa viajou para Paris para tratar dos preparativos financeiros e práticos do seu casamento e para se encontrar com ela. Ana de Beaujeu arranjou-lhe para receber os domínios de Romorantin e de Châteauneuf-sur-Charente junto com um dote de três mil livres. Casaram-se a 16 de fevereiro de 1488 e nessa primavera, Luísa despediu-se do pai e partiu com o marido de vinte e oito anos para Cognac. A consumação do casamento foi adiada até Luísa ter cerca de catorze ou quinze anos. Carlos teve uma amante, Antonieta de Polignac, com quem teve duas filhas, Joana e Madalena. Ele teve outra filha ilegítima chamada Souveraine por sua amante Jeanne Le Conte. Quando Luísa chegou a Cognac, Antonieta era, para todos os efeitos, a Châtelaine. Abraçou Luísa e as duas mulheres tornaram-se aliadas. Carlos não tinha muita renda, então a casa não era rica e era uma luta para manter as aparências.

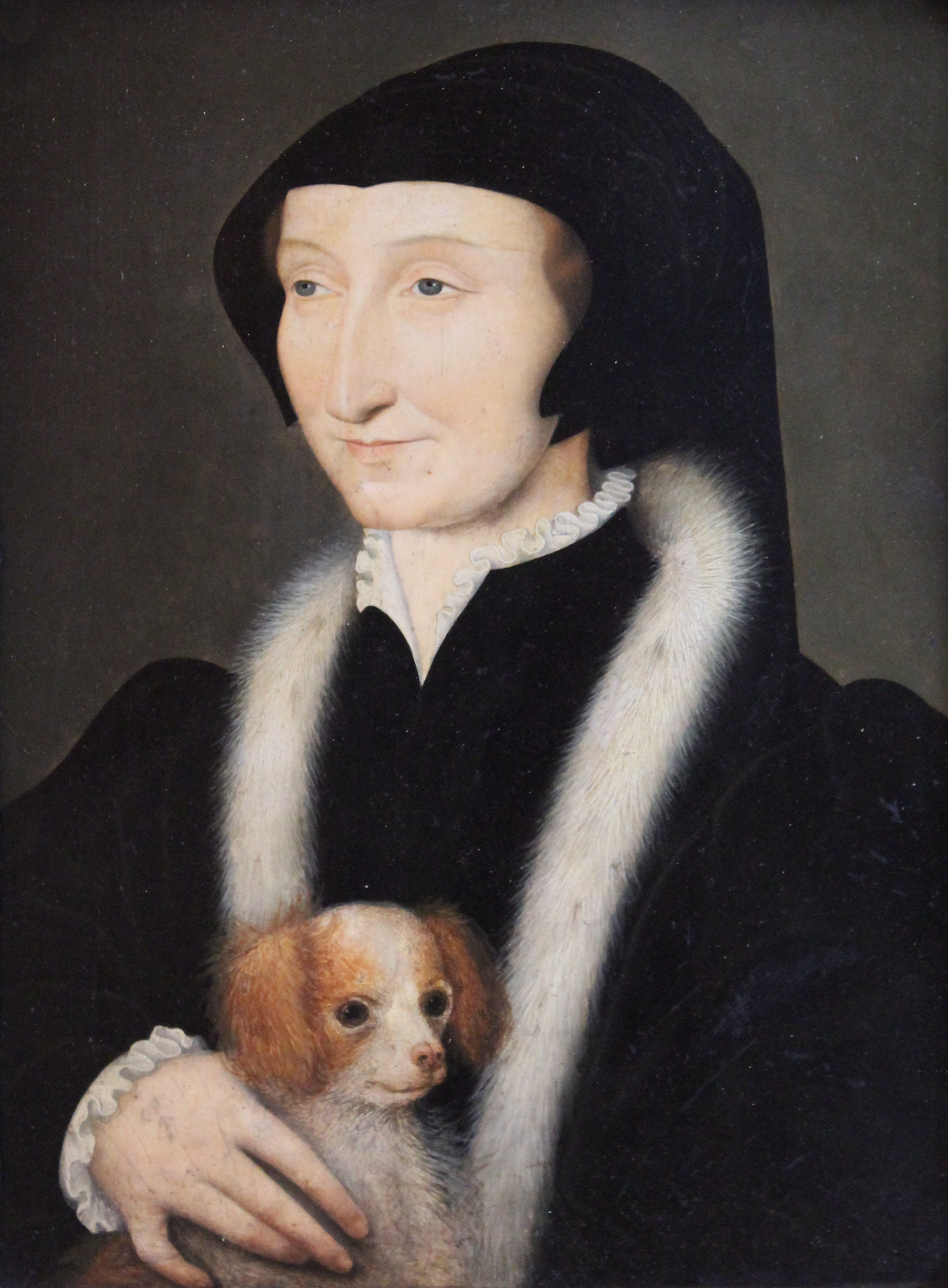
A filha mais velha de Luísa Margarida de Navarra mãe de Joana III e avó do rei Henrique IV de França.

Luísa aprendeu apenas uma pequena quantidade de latim no curso de sua educação, mas desejava muito ler e aprender. Seu marido tinha uma biblioteca notável que incluía muitos clássicos medievais como "Lancelot" e "The Roman de la Rose", juntamente com obras de Dante, Petrarca, Cristina de Pizano e Boccaccio. Carlos e Luísa partilhavam o amor pelos livros e o seu casamento era relativamente feliz. Na maior parte do tempo, viviam uma vida tranquila em Cognac. O casal visitou a corte do rei Carlos VIII em 1490/91.
Luísa deu à luz uma filha Margarida em 11 de abril de 1492. Seu filho Francisco nasceu em Cognac em 12 de setembro de 1494. Este foi um ponto de viragem na vida de Luísa. Luísa percebeu que seu filho poderia um dia ser Rei da França e, a partir daí, ela derramou seu coração e alma na vida de seu "César". Em dezembro de 1495, Luísa e seu marido deixaram Cognac para ir para Lyon, onde pretendiam saudar o rei Carlos VIII, que estava retornando das guerras na Itália. Não chegaram mais longe do que Châteauneuf-sur-Charente. Carlos apanhou um resfriado e depois de ficar doente por um mês e diligentemente amamentado por Luísa, ele morreu em 1 de janeiro de 1496. Carlos fez de Luísa a guardiã dos seus filhos e deu-lhe também um interesse vital nos seus bens. Junto com outros, ela foi executora de seu testamento.
Luís d'Orleães, primo de Carlos, contestou o testamento e conseguiu obter poder de veto sobre Luísa em relação a questões financeiras. Ela não podia fazer mudanças na casa sem o consentimento dele. Embora houvesse pouco dinheiro, ela ainda conseguiu adicionar livros à biblioteca do marido. Após a morte do marido, Luísa continuou a cuidar dos seus próprios filhos, bem como das filhas ilegítimas do marido, casando-os à medida que cresciam. Luísa dedicou seu tempo em sua pequena corte provincial para educar Francisco intelectualmente, religiosamente e marcialmente. Isso também beneficiou Margarida. Ambas as crianças escreveram poesia. A família cresceu junto e tinham muito intimidade entre eles. Luísa era considerada uma noiva para vários homens, mas nada se materializou. Ela parecia determinada a permanecer livre para perseguir suas esperanças e sonhos para seu filho.

### Mãe do Rei
Carlos VIII era rei quando seu marido morreu e ele não tinha herdeiros do sexo masculino. Em seguida, na linha para o trono era primo de seu marido Luís d'Orléans. O rei Carlos era casado com Ana, Duquesa da Bretanha. A cada gravidez que passava, Luísa seguia ansiosamente. Quando Carlos morreu em 1498, Luís tornou-se rei e casou-se com Ana. Luísa observava atentamente cada gravidez da rainha, pois muito estava em jogo para ela. Ana só teve duas filhas sobreviventes, Cláudia e Renata.

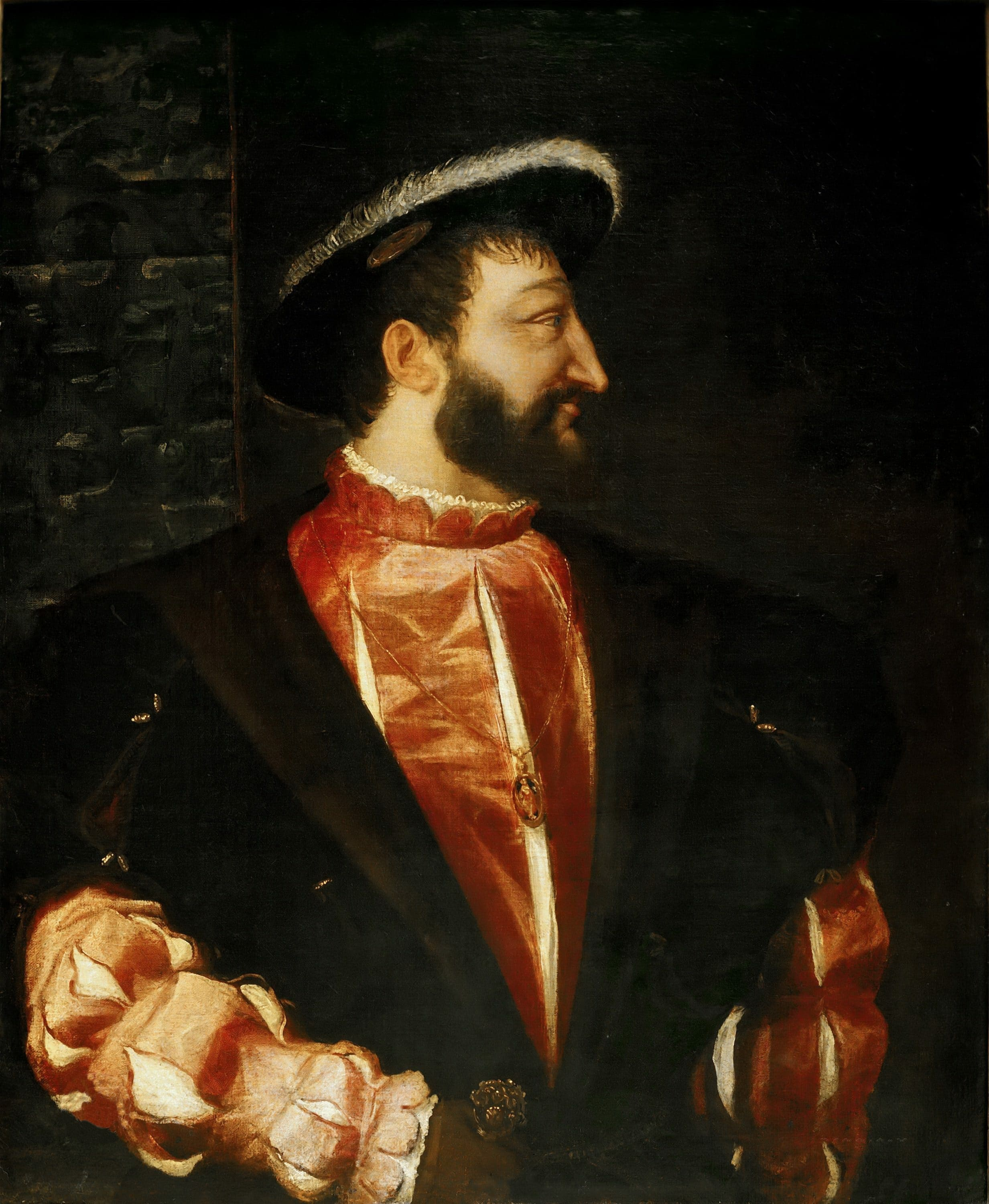
Filho de Luísa o Rei Francisco I de França, por Ticiano.

Dois meses depois da morte de Carlos VIII, Luísa foi chamada à corte do rei Luís XII em Paris para assistir à sua coroação. A família mudou-se de Cognac para Chinon em dezembro. No Natal, eles se mudaram para Amboise. Em teoria, Luísa era amante de sua casa, mas o rei estava encarregado de onde ela morava e ele colocou o marechal de Gié no lugar para cuidar dela. Isso causou um grande conflito. Luísa ressentia o poder de Gié sobre ela e a rainha tinha uma aversão irracional a ele. Gié teve dificuldade em agradar as duas mulheres.
O rei Luís ficou doente por muitos anos. Uma luta entre a filha mais velha do rei Luís, Cláudia, foi considerada desde cedo. Luís queria que ela se casasse com o filho de Luísa, Francisco, mas a rainha queria que ela se casasse com Carlos de Gante, o futuro imperador Habsburgo, Carlos V. Depois que Luís sofreu um ataque quase fatal de doença em 1505, ele usou a oportunidade para tomar uma decisão definitiva sobre o casamento de sua filha. Francisco foi sua escolha. Em 9 de janeiro de 1514, Ana da Bretanha morreu e confiou Luísa como guardiã de suas filhas. Cláudia estava profundamente angustiada por perder a mãe. Mesmo assim, a conclusão do seu casamento veio à tona e os planos rapidamente foram em frente. O casamento ocorreu em 18 de maio de 1514 em Saint-Germain-en-Laye, onde seu pai estava caçando.
Para grande consternação de Luísa, o rei Luís casou-se com Maria Tudor, a jovem irmã do rei Henrique VIII de Inglaterra. Francisco ficou encantado com a nova rainha quando chegou a França e Luísa observava atentamente o seu comportamento. Mas toda a excitação do casamento foi demais para Luís e ele morreu em 1 de janeiro de 1515. O amado filho de Luísa era agora Rei da França. Em 25 de janeiro, ele foi coroado na Catedral de Reims. Francisco deu a Luísa muitos poderes em seu reino e a elevou ao título de Duquesa de Angoulême. Ele também lhe deu o Ducado de Anjou, os condados de Maine, Beaufort-en-Vallée e Amboise. O rei começou seu reinado se envolvendo em prazeres corteses, deixando o governo de seu reino em suas mãos.

## Influência politica
Luísa foi uma hábil negociadora e perita na escolha de conselheiros experientes. Ela estava sempre com Francisco e Cláudia, mas teve o cuidado de nunca ter precedência sobre a rainha e foi muito rigorosa em seguir a etiqueta da corte. Mas ela foi tratada como se fosse uma rainha coroada por embaixadores e outros notáveis.

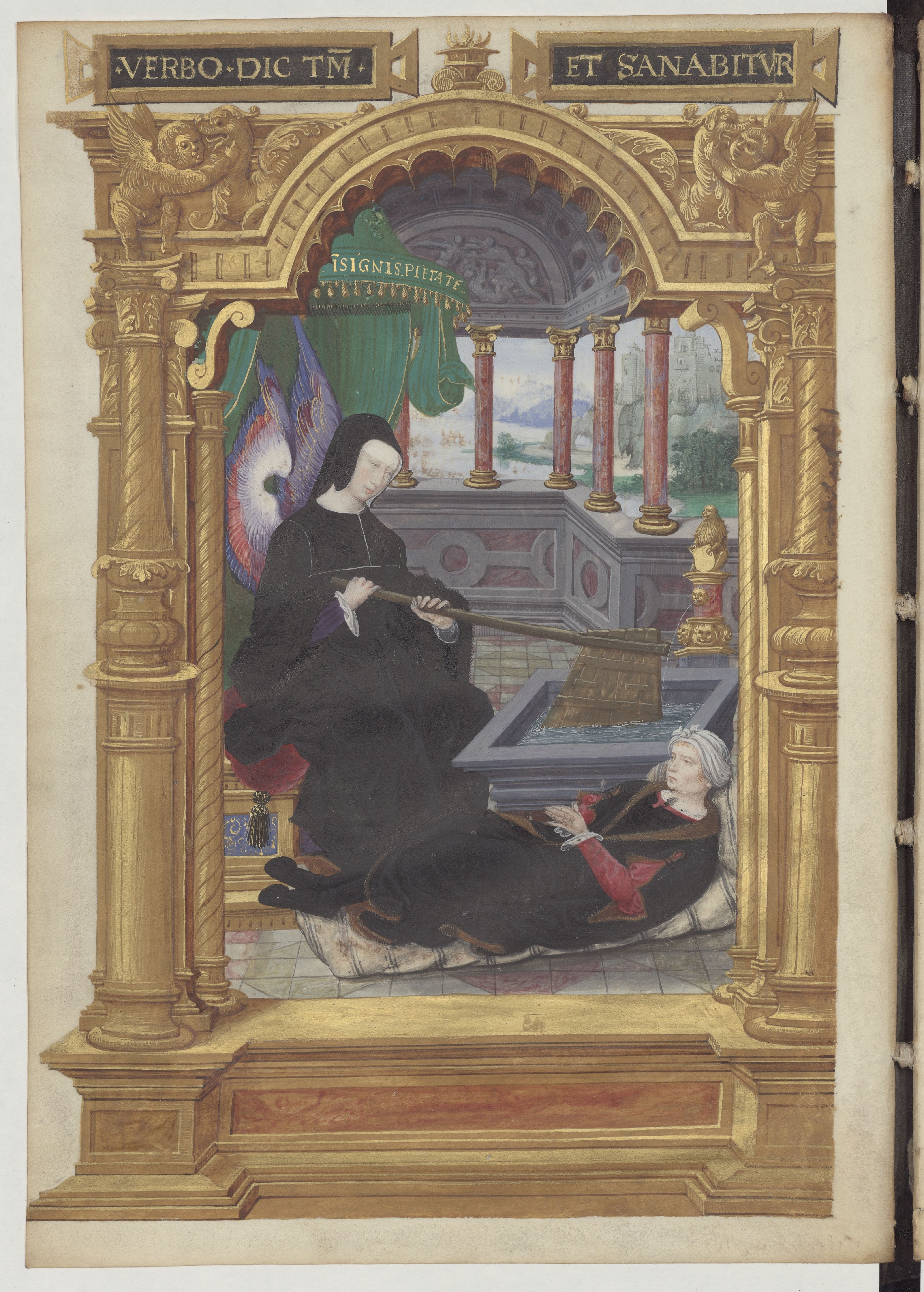
Luísa com um "leme", símbolo da regência em 1525, e pediu a ajuda de Solimão, o Magnífico, aqui mostrado deitado a seus pés enturbado.

Quando sua prima Susana de Bourbon morreu em 1521, Luísa reclamou para si o Ducado de Auvérnia e outras possessões dos Bourbons. Isto a levou (apoiada pelo rei) a competir com Carlos III de Bourbon, viúvo de Susana, a quem ela propôs casamento a fim de resolver a questão da herança dos Bourbons. Ao ser rejeitada por Carlos, Luísa se esforçou em prejudicá-lo. Assim, em 1521, em benefício de sua mãe, Francisco I confiscou parte da propriedade dos Bourbons, incluindo o Ducado de Auvérnia. Isto levou Carlos a cometer traição, oferecendo seus serviços ao imperador Carlos V. Ao ser desmascarado, ele fugiu para a Itália em 1523. Quatro anos depois, ele morreu em guerra contra seu país.

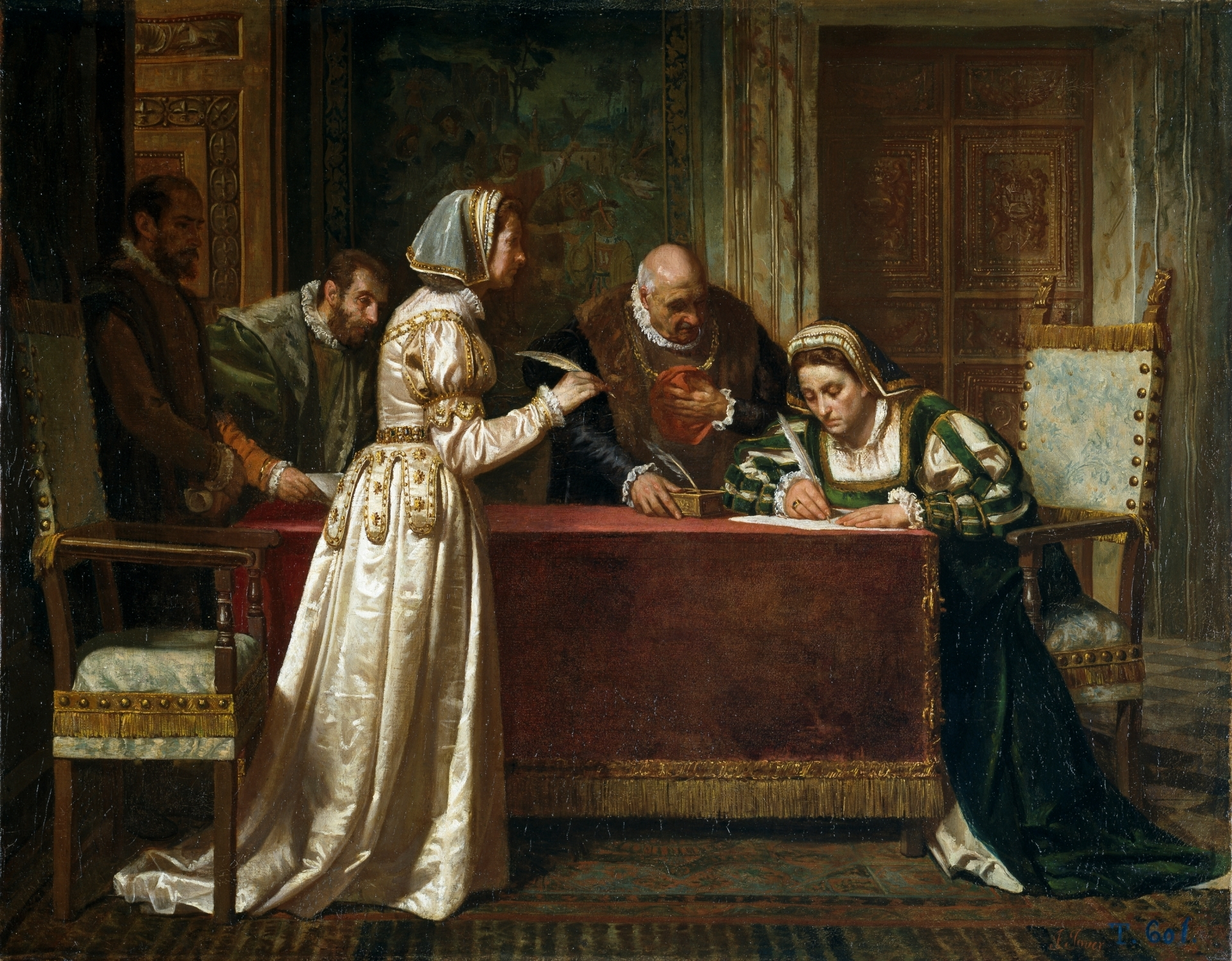
A obra representa a assinatura da Paz de Cambrai em 1529 entre os reinos da França e Espanha Luísa atuava em nome de Francisco I da França, e sua cunhada Margarida da Áustria, assinou em nome de seu sobrinho, o imperador Carlos I da Espanha.

Mais tarde, em 1515, Francisco deixou a França com seu exército para pressionar sua reivindicação ao território italiano. Luísa foi nomeado regente em sua ausência. Os franceses derrotaram as forças combinadas dos Estados Papais e da Antiga Confederação Suíça em Marignano em setembro e capturaram a cidade-estado italiana de Milão. Embora o tempo de Luísa como regente fosse curto, ela nomeou homens para cargos que eram dedicados a ela e suas políticas. Mesmo depois que o rei retornou em 1516, ela continuou a ter grande influência sobre seu governo. Ele preferia caçar e perseguir mulheres e deixar sua mãe fazer todo o trabalho pesado de governar.  Durante a reunião do Campo do Pano de Ouro, em junho de 1520, com o rei Henrique VIII de Inglaterra, Luísa chegou para as festividades numa liteira de veludo preto com um número considerável de senhoras vestidas com veludo carmesim com mangas cortadas a ouro. Em julho de 1524, a rainha Cláudia morreu. Francisco foi para a guerra na Itália novamente em 1523 e novamente nomeou sua mãe regente. Este período de regência durou muito mais tempo porque em fevereiro de 1525, os franceses sofreram uma derrota desastrosa em Pavia. Francisco foi capturado pelo Sacro Imperador Romano-Germânico e preso na Espanha. Luísa ficou perturbada. Foi preciso toda a diplomacia da Luísa e da sua filha Margarida para o libertarem. Enquanto isso, ela teve que defender a França da ameaça de invasão estrangeira enquanto o rei estava fora.
Durante este tempo, ela negociou o Tratado de Moore em 1525 com o rei Henrique VIII e o cardeal Wolsey, basicamente pagando a Inglaterra para abandonar as hostilidades contra a França. Ela também negociou a Liga de Conhaque com o Papa Clemente VIII e os venezianos, e trabalhou com o Império Otomano persuadindo todos eles a não dificultar a invasão de Francisco da Itália e manter Carlos V envolvido enquanto ela buscava a libertação do rei. Ela finalmente garantiu a libertação de Francisco com o Tratado de Madrid em 1526. Em troca da restauração do valioso território da Borgonha ao imperador do Sacro Império Romano-Germânico Carlos V, Francisco seria libertado. Francisco teve que se casar com a irmã do imperador, Leonor da Áustria, e seus dois filhos mais velhos, Francisco e Henrique, seriam feitos reféns pelo imperador para fazer cumprir os termos do tratado. Ela viajou para o sul para Bayonne para trocar seus netos por seu filho.
A partir daí, Luísa trabalhou incansavelmente para conseguir a libertação dos seus netos. Talvez seu maior momento de triunfo foi a Paz das Senhoras de Cambrai de agosto de 1529. Ela negociou com sua cunhada, Margarida da Áustria, que representava seu sobrinho, Carlos V. Com este tratado, Luísa conseguiu um resgate em dinheiro para o retorno de seus netos e o casamento de seu filho com Leonor da Áustria. Ela recebeu o enorme resgate e em julho de 1530, os dois meninos foram escoltados de volta para a França por Leonor.

## Descendência

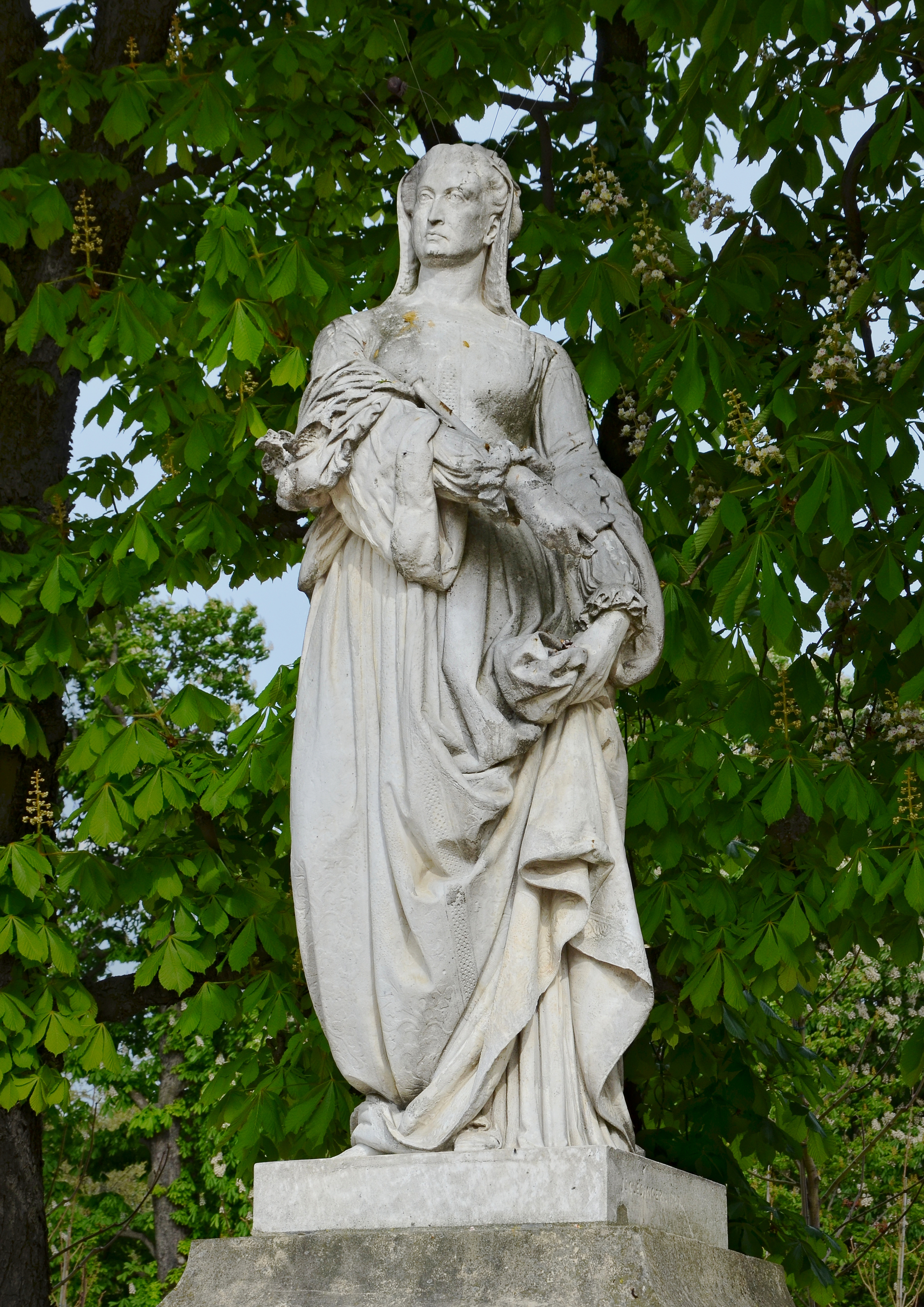
Estatua de Luísa, regente da França, feita em mármore. Na ala de "Rainhas da França e mulheres ilustres". Em Paris no Jardim de Luxemburgo.

| Retrato | Nome      | Nascimento             | Morte                  | |
| ------- | --------- | ---------------------- | ---------------------- | --- |
|         | Margarida | 11 de abril de 1492    | 21 de dezembro de 1549 | Casou-se em primeiras núpcias com Carlos IV Duque de Alençon, se tornando Duquesa de Alençon sem descendência; Casou-se em segundas núpcias com Henrique II de Navarra, tornando-se Rainha de Navarra com descendência. |
|         | Francisco | 12 de setembro de 1494 | 31 de março de 1547    | Casou-se com Cláudia da França; Com descendência após sua morte casou-se com Leonor da Áustria; Sem descendência. |

## Últimos anos
Em 5 de março de 1531, Luísa participou da coroação da rainha Leonor em St. Denis, em Paris. Ela sofria há muito tempo de gota e outras doenças físicas. Ela logo ficou muito doente e foi acompanhada de perto por sua filha Margarida. Ela pediu para ver seu filho, mas ele arranjou desculpas, dizendo que estava tentando evitar a pestilência. Luísa ficou com o coração partido. Ela morreu em 22 de setembro de 1531. Em 17 de outubro, ela foi enterrada na Basílica de St. Denis.

### Legado
Luísa era uma grande admiradora da arte italiana. Ela aprendeu a amá-lo a partir das obras que foram trazidos de volta da Itália por Carlos VIII e Luís XII e instalados nos castelos de Blois e Amboise. Luísa foi criticada por escolher alguns dos homens que empregava no governo e por apropriar-se de dinheiro do tesouro real. A França estava eternamente endividada durante o reinado de Francisco, mas o seu país tinha mais a ver com a cobrança de receitas, além de malfeitoria e o resgate incapacitante para os dois príncipes.
Com a ajuda de Luísa, Francisco foi capaz de afirmar sua autoridade contra o Parlamento e a Igreja. Ela foi fundamental em sua diplomacia estrangeira. Após sua morte, Francisco perdeu uma aliada valiosa para seu governo e para os franceses. Ele a substituiria por sucessivas amantes. Ela era uma governante diligente e capaz. Com a sua ajuda, os seus filhos guiaram a França para o Renascimento.